# Wild (EP)
Wild (estilizado como WILD) es el cuarto EP del australiano Troye Sivan, lanzado el 4 de septiembre de 2015 por la disquera EMI Music Australia. Es el segundo EP de Sivan lanzado a través de una disquera relevante después de 'TRXYE' (2014).
Sivan se embarcó en una gira por los Estados Unidos la cual llamó Troye Sivan Live, con el fin de promocionar su EP y su próximo álbum de debut Blue Neighbourhood programado para ser lanzado el 4 de diciembre de 2015.

## Antecedentes
El 25 de julio de 2015, Sivan anunció su cuarto EP en la VidCon y lo describió como un trabajo de 6 canciones que vedría pronto en el 2015.

## Videos musicales
El EP está acompañado por tres videos musicales seguidos de la historia de dos amigos varones de la infancia que intervienen en una relación romántica. Sivan define a los vídeos bajo el término genérico  Blue Neighbourhood , después del primer sencillo "Wild", y la describe como una "trilogía de videos que acompañan a WILD, y está muy cerca de mi corazón". El video musical de (Blue Neighbourhood Part 1/3) debutó en Youtube/VEVO el 3 de septiembre tiene más de 4.2 millones de visitas." Troye Sivan también lanzó 6 videos líricos de WILD. El 11 de septiembre de 2015, el video lírico de WILD fue subido a Vevo. Dos días después el primer video lírico fue subido, el video lírico de BITE fue lanzado en su canal Vevo. Los videos líricos de EASE, THE QUIET y DKLA (Ft. Tkay Maidza) fueron cada uno lanzados después de los previos videos líricos. El 22 de septiembre de 2015, Sivan lanzó un tráiler de 44 segundos revelando la fecha de lanzamiento de Blue Neighbourhood Part 2/3: FOOLS, que fue lanzado el 25 de septiembre de 2015.

## Recepción comercial
Wild debutó en el puesto No. 5 del Billboard 200, vendiendo un total de 50.000 copias (45.000 son copias puras del álbum). Hasta el momento ha vendido 80.000 unidades mundialmente. En su país natal Wild debutó en el No. 1, y se convirtió en su primer EP en entrar en la lista de ARIA Charts. Además el EP debutó en el Top 10 de 7 países en el mundo.

## Lista de canciones
| CD and digital download |                          |                                            |                            |          |  |
| N.º                     | Título                   | Escritor(es)                               | Producer(s)                | Duración |  |
| 1.                      | «WILD»                   | Troye Sivan                                | Hope                       | 3:48     |  |
| 2.                      | «BITE»                   | Sivan Bram Inscore                         | SLUMS Alex JL Hiew Inscore | 3:06     |  |
| 3.                      | «FOOLS»                  | Sivan Hope Pip Norman                      | SLUMS Hiew Norman          | 3:40     |  |
| 4.                      | «Ease» (con Broods)      | Sivan Georgia Nott Caleb Nott              | C. Nott                    | 3:34     |  |
| 5.                      | «The Quiet»              | Sivan Dann Hume                            | SLUMS Hiew Hume            | 3:46     |  |
| 6.                      | «DKLA» (con Tkay Maidza) | Sivan Hope Hiew Jean Capotorto Tkay Maidza | SLUMS Hiew                 | 4:16     |  |
| 22:10                   |                          |                                            |                            |          |  |

## Posicionamiento en listas
| Lista (2015)                       | Posición |
| ---------------------------------- | -------- |
| Australia (ARIA)                   | 1        |
| Austria (Ö3 Austria)               | 17       |
| Canadá (Billboard Canadian Albums) | 6        |
| Dinamarca (Hitlisten)              | 7        |
| French Albums (SNEP)               | 96       |
| Irlanda (IRMA)                     | 5        |
| Italia (FIMI)                      | 48       |
| Nueva Zelanda (Recorded Music NZ)  | 3        |
| Portugal (AFP)                     | 27       |
| Suecia (Sverigetopplistan)         | 11       |
| Suiza (Schweizer Hitparade)        | 29       |
| Reino Unido (UK Albums Chart)      | 5        |
| Estados Unidos (Billboard 200)     | 5        |

## Historia de Lanzamientos
| País  | Fecha                   | Formato             | Discografía                                 | Ref.                                             |
| ----- | ----------------------- | ------------------- | ------------------------------------------- | ------------------------------------------------ |
| Mundo | 4 de septiembre de 2015 | CD Descarga digital | EMI Music Australia Capitol Universal Music | [ 20 ] [ 21 ] [ 22 ] [ 23 ] [ 24 ] [ 25 ] [ 26 ] |